# Елизабет фон Хесен-Дармщат (1895–1903)
Елизабет Мария Алиса Виктория фон Хесен унд бай Райн (на немски: Elisabeth Marie Alice Victoria von Hessen und bei Rhein; * 11 март 1895 в Дармщат, † 16 ноември 1903 в Скерневице, Руска империя, днес Полша) е принцеса от Хесен.
Тя е дъщеря на велик херцог Ернст Лудвиг фон Хесен (1868 – 1937) и първата му съпруга британска принцеса Виктория Мелита от Единбург (1876 – 1936), дъщеря на херцог Алфред фон Сакс-Кобург и Гота и Мария Александровна Романова. Нейната леля по баща Александра е съпруга на руския цар Николай II, а прабаба ѝ е британската кралица Виктория.
През 1901 г. нейните родители се развеждат. Майка ѝ Виктория се премества при майка си, която живее на Френската Ревиера. Елизабет прекарва по шест месеца през годината при всеки от двамата си родители. Елизабет обвинява майка си за развода. През 1902 г. великият херцог построява за дъщеря си къща (Prinzessinnenhaus), висока 1,90 метра, в парка на дворец Волфсгартен, която съществува и днес.
През ноември 1903 г. Елизабет придружава баща си Ернст в Полша за лов при руското императорско семейство Николай II и Александра. Там тя се разболява от тиф и умира на осем години на 16 ноември 1903 г. в Скерневице (днес в Полша). Пренесена е в сребърен ковчег в Дармщат. Погребана е на 19 ноември 1903 г. в парк Розенхьое, Дармщат. Присъстват 10 000 деца от Дармщат, които дават пари за нейния паметник в Хернгартен Дармщат.
Нейният баща Ернст Лудвиг е погребан през 1937 г. близо до умрялата си дъщеря Елизабет, според неговото желание.
- Елизабет гледа от прозореца на нейната къща (1902/1903)
- Елизабет с майка си Виктория Мелита от Единбург (1898)
- Елизабет с майка си след развода
- Елизабет с баща си Ернст Лудвиг фон Хесен (1901/1902)
- Къщата на принцесата в парка на дворец Волфсгартен
- Гробът на Елизабет
- Паметник на Елизабет в Хернгартен Дармщат
- Погребението на принцеса Елизабет в Дармщат на 19 ноември 1903 г.